# 陈云旧居纪念馆
陈云旧居纪念馆位于中国吉林省白山市临江市南国街45号，临江林业局院内，隶属于临江市文化广电新闻出版局。2006年被中国国务院以四保临江战役指挥部旧址之名列为第六批全国重点文物保护单位。

## 历史
纪念馆现有图片、实物两个展室。所在建筑为日式凹型平房，砖混结构，房山墙开门。建筑面积177平方米（或说面积133平方米，是否指实用面积，不详）。原为满洲国时期的日本宪兵司令部所用。1946年11月27日，陈云来此居住。临江战役期间，亦为东北民主联军指挥部所在。1947年6月，陈云离开临江。1951年，为临江林业局机关使用。1980年5月，筹建纪念馆。1982年，对建筑进行保护，建立展室。1986年，肖劲光题写“陈云同志旧居”牌匾。1995年，进行建筑更新。